# TER Nouvelle-Aquitaine

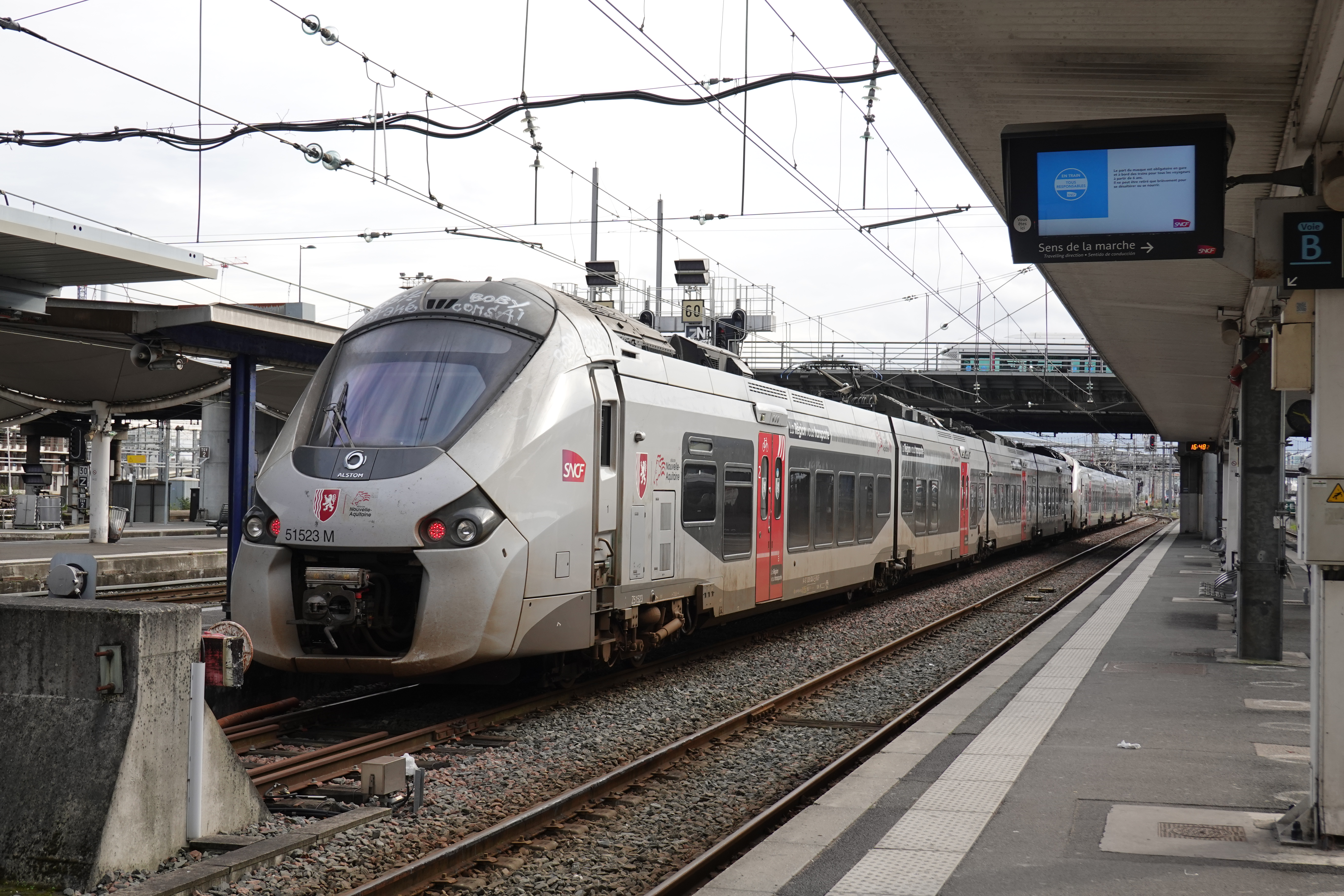
Zug des TER Nouvelle-Aquitaine (Typ Alstom Regiolis) im Bahnhof Bordeaux-Saint-Jean

Der TER Nouvelle-Aquitaine ist ein Verkehrsunternehmen, das seit 2018 für die französische Region Nouvelle-Aquitaine die Logistik des öffentlichen Personennahverkehrs (ÖPNV) zur Verfügung stellt. Er übernimmt die Aufgaben seiner Vorläufer TER Aquitaine, TER Limousin und TER Poitou-Charentes.